# Powerman 5000
I Powerman 5000 sono un gruppo musicale alternative metal statunitense, formatosi a Boston nel 1991. Il leader Spider One (Michael Cummings) è il fratello minore di Rob Zombie (Robert Cummings).

## Storia del gruppo
I Powerman 5000 nascono a Boston in Massachusetts, dove il gruppo proponeva molti spettacoli e ha prodotto due CD, nel 1994 l'EP True Force e nel 1995 The Blood-Splat Rating System. Con un lavoro senza rivali e un grande supporto dei fan la band iniziò a dominare nelle scene rock di Boston, così facendo, arrivarono anche molte proposte di etichetta importanti. Il 1997 fu un grande anno per Spider e compagni: si registrarono alla DreamWorks Records con la quale fecero debuttare il loro primo album, Mega!! Kung Fu Radio. Un anno di tour con  Marilyn Manson, seguiti dai Korn e dall'Ozzfest, danno loro una fama nazionale e aumentano di gran numero i loro fan. Il loro album pubblicato nel 1999 Tonight the Stars Revolt! contiene hits come When Worlds Collide e Nobody's Real che fecero vendere più di un milione di copie. Anyone for Doomsday? è l'album registrato nel 2001 e la sua pubblicazione è stata rimandata di settimane. Quando le acque si furono calmate, i Powerman emersero con una nuova formazione e un nuovo album. Nel 2003 la band cambiò molto: mise da parte gli elementi elettronici e sperimentarono un nuovo suono punk rock che è ispirato a quello dei Clash. L'album Transform entrò nelle classifiche americane debuttando al posto numero 25 e arrivando nelle migliori 10 canzoni rock con Free. Dopo poco tempo, si staccarono dalla DreamWorks, proprio a causa di questa trasformazione. Ecco che nel 2006 esce il nuovo album Destroy What You Enjoy, una fusione di punk rock e rock che si rifà ai Sex Pistols e ai T. Rex, così i Powerman 5000 hanno distrutto ogni aspettativa sorprendendo chiunque. In questo album da notare le hits come Now That's Rock 'n Roll, Wild World e Murder. La cover Relax (dei Frankie Goes to Hollywood) è stata introdotta nel film Zoolander. Nell'autunno 2009 esce Somewhere on the Other Side of Nowhere, il nuovo album di inediti che rappresenta un netto ritorno alle sonorità industrial e alternative metal che hanno caratterizzato la band all'inizio della loro carriera. Nel 2011 viene pubblicato un album di cover, dal titolo Copies, Clones, & Replicants. Nel 2014 è la volta del settimo album in studio, intitolato Builders of the Future. L'ottavo album, New Wave, esce nell'ottobre 2017. Il 28 agosto 2020 esce il nono album The Noble Rot. Il decimo disco Abandon Ship viene pubblicato il 10 maggio 2024.

## Formazione

### Formazione attuale
- Spider One – voce
- Johnny Heatley – chitarra
- Terry Corso – chitarra
- Siggy Sjursen – basso
- Adrian Ost – batteria

### Ex componenti
- Adam Williams – chitarra
- Mike Tempesta – chitarra
- Dorian Heartsong  – basso
- Allen Pahanish – batteria
- Jordan Cohen – percussioni
- Brian Collymore – tastiere

## Discografia

### Album in studio
- 1995 – The Blood-Splat Rating System
- 1997 – Mega!! Kung Fu Radio (ristampa di The Blood-Splat Rating System)
- 1999 – Tonight the Stars Revolt!
- 2001 – Anyone for Doomsday?
- 2003 – Transform
- 2006 – Destroy What You Enjoy
- 2009 – Somewhere on the Other Side of Nowhere
- 2014 – Builders of the Future
- 2017 – New Wave
- 2020 – The Noble Rot
- 2024 – Abandon Ship

### Album di cover
- 2011 – Copies, Clones, & Replicants

### EP
- 1990 - Much Evil (12")
- 1993 - A Private Little War (cassetta 5 tracce)
- 1994 - True Force
- 2005 - The Korea EP

### DVD
- 2001 - Backstage and Beyond the Infinite

### Raccolte
- 2000 - Little Nicky
- 2000 - Dracula 2000 Soundtrack
- 2004 - The Good, the Bad and the Ugly Vol. 1

### Singoli
| Anno | Canzone             | US Alt. | US Main. | Album                     |
| ---- | ------------------- | ------- | -------- | ------------------------- |
| 1999 | When Worlds Collide | 18      | 16       | Tonight the Stars Revolt! |
| 2000 | Ultra Mega          | –       | 38       | Dracula 2000 Soundtrack   |
| 2000 | Nobody's Real       | 23      | 18       | Tonight the Stars Revolt! |
| 2001 | Bombshell           | –       | 26       | Anyone for Doomsday?      |
| 2003 | Free                | 38      | 10       | Transform                 |
| 2003 | Action              | –       | 27       | Transform                 |
| 2006 | Wild World          | –       | –        | Destroy What You Enjoy    |

### Video
- 1997 - Tokyo Vigilante #1
- 1998 - Organizized
- 1999 - When Worlds Collide
- 1999 - Nobody's Real
- 2000 - They Know Who You Are
- 2000 - Supernova Goes Pop
- 2001 - Bombshell
- 2001 - Relax
- 2003 - Free
- 2003 - Action
- 2006 - Wild World
- 2014 - How to Be a Human

### Altre tracce
- When Worlds Collide ("Little Nicky" Soundtrack & "WWE SmackDown vs. Raw" Soundtrack)
- Almost Dead ("Lost and Found: Shadow the Hedgehog" Vocal Trax and "Return of the Living Dead 5: Rave to the Grave" Soundtrack)
- City Lights (Powerman 5000's Myspace)
- Creep (Radiohead Cover)
- Drop the Bombshell ("Freddy vs. Jason" Soundtrack) ("WWE Dudley Boyz Entrance" Theme)
- Get On, Get Off ("Scream 3" Soundtrack)
- Give Me Something I Need ("Return of the Living Dead 5: Rave to the Grave" Soundtrack)
- Heroes and Villains ("MX vs. ATV" Pc-Game)
- Relax ("Zoolander" Soundtrack)
- Rise (Full Version)
- The Son of X-51 Remix ("Bride of Chucky" Soundtrack)
- The End Is Over ("Titan A.E." Soundtrack)
- The Next Great Failure of Man ("Tonight the Stars Revolt!" Demo)
- The Way It Is ("WWE SmackDown vs. Raw" Soundtrack)
- Treat Me Like a Stranger (Was supposedly going to be on "Destroy What You Enjoy")
- Ultra Mega ("Dracula 2000" Soundtrack)
- Where We Belong Tonight ("Return of the Living Dead 5: Rave to the Grave" Soundtrack)